# PowerBook G3
PowerBook G3（パワーブックジースリー）は、Appleが1997年から発売していたノート型Macintoshでモトローラ（フリースケール・セミコンダクタ）のPowerPC 750 (PowerPC G3)シリーズを搭載した、PowerBookのシリーズ。後継機種として2001年にPowerBook G4が発売されて販売終了となった。

## 特徴
初代のPowerBook G3は、PowerBook 3400cを踏襲した筐体を用いたモデルであり、外見的に代わり映えがしなかったが、当時としては高性能な新型CPU、PowerPC 750が最大の特徴であった。AppleはこのモデルをPowerBook 3400cに引き続き、「世界最高速のノートパソコン」と宣伝した。
PowerBook G3 Seriesからは14インチのLCDが搭載出来る新しい大型の筐体を採用した。デザインは3次曲線を多用した流麗なもので、このデザインは2000年のPowerBook G3 (FireWire)まで細部に変更を加えた上で引き継がれた。ボディの左右に2つ拡張ベイがつき、拡張ベイには光学ドライブやストレージなどのデバイスのほか、2つのバッテリを搭載可能である。
PowerBook G3はPowerBookシリーズの伝統だった高度な拡張性、曲線を多用したデザインと暗色のプラスチック筐体をもつ最後の機種であった。
販売終了後も長らく人気があり、PowerPC G4へのプロセッサ換装サービスなども存在した。

## 歴史

### PowerBook G3
1997年12月に発表された初代PowerBook G3。コードネームは“Kanga”。動作クロック250 MHzのPowerPC G3 プロセッサを搭載している。先代のハイエンドモデル PowerBook 3400シリーズとほぼ同じ外見を持ち、ロジックボードもほぼ同じものを採用している。このため、CPUとシステムバスのクロック（40 MHz→50 MHz）など以外の仕様はPowerBook 3400シリーズと共通である。メインメモリは32 MB EDO-DRAM (最大160 MB) で、容量5 GBのIDE接続のハードディスクを搭載する。ディスプレイは12.1インチSVGA。先述の通り3400シリーズをベースにCPUをアップグレードしたことから、PowerPC G3搭載機では唯一、Mac OS X の動作対象外である。

### PowerBook G3 Series
| PowerBookG3 Wallstreet : 6色アップルマークと白1色のアップルマーク、両方ある珍しい機種。 |  | PowerBookG3 Wallstreet : 6色アップルマークと白1色のアップルマーク、両方ある珍しい機種。 |
| PowerBookG3 Wallstreet : 6色アップルマークと白1色のアップルマーク、両方ある珍しい機種。 |  |                                                                                         |

1998年5月リリースの2代目モデル。コードネームは“Wallstreet”。この世代からシリーズラインアップ化し、12.1インチ (SVGA)、13.3インチおよび14.1インチ (XGA) の3サイズ4モデルが登場した。動作クロックは233 MHzから292 MHz。メインメモリは32 MBから192 MB (最大192 MB)、HDDは最大8 GB。筐体は一新され、流線型が印象的なデザインとなった。ロジックボードの設計もPower Macintosh G3のものをシュリンクした新型に変更され、PC66-SDRAMへの対応、システムバスの高速化など性能の全体的な底上げがなされた。グラフィックアクセラレーターもより強力なATI Rage Mobilityシリーズに換装されている。
1998年9月に“PDQ”と呼ばれるリビジョンアップモデルがリリースされた (動作クロックが最大300 MHzに引き上げられている)。拡張ベイを2機搭載し、その両方にバッテリを装備したり、セカンドHDDの搭載も可能。また、このモデルからサードパーティによるプロセッサ・アップグレードも可能となった。

### PowerBook G3 (Bronze Keyboard)
第3世代となる1999年5月、WWDC 1999にて発表。コードネームは“Lombard”。ディスプレイは下位モデルが廃止され、14.1インチ (XGA) のみになった。このモデルは前世代と似た筐体デザインを採用するが、ボディの厚みが削減され、重量が軽くなっている。キートップは不透明黒色から半透明のブロンズ色となった。動作クロックは333または400 MHz。2基のUSB 1.1ポートが追加されている。メインメモリは64 MB（最大384 MB）、HDDは最大6 GB搭載。上位機種にはDVD-ROMドライブとMPEG-2のハードウェアデコーダが搭載されており、DVDの再生が可能である。SCSIポートを標準搭載する最後のPowerBookとなった。日本語キーボードから英語キーボードへの交換サービスが実施されていた。

### PowerBook (FireWire)
PowerBook G3最終世代として2000年2月18日に発売されたモデル。公式名称は「PowerBook」であり、G3の名は付かない。コードネームは“Pismo”。外観デザインなどはPowerBook G3 (Bronze Keyboard) と同じだが、ロジックボードの設計はPower Mac G4(AGP)の採用する「Core99」ベースのものに変更され、AGP接続のグラフィックアクセラレータ、PC100-SDRAMやUltraATA/66への対応、FireWire 400ポートの追加、SCSIの廃止など、以前とは完全な別物となった。その他、CPUのクロックが400または500 MHzに増加し、グラフィックアクセラレータにはATI RAGE Mobility 128が新たに採用され、高速なAGPバスと相まって、ソフトウェアデコードによるDVD再生が初めて可能となった。メインメモリは64または128 MB、HDDは最大20 GB。CPUはドーターボード上にあるため、一見容易にCPUをアップグレードできそうだが、ホストブリッジ「Uni-N」も同じボード上にあるため、実際には長らく不可能であった。しかし本機の人気は極めて高く、ユーザーの要望が絶えなかったことから、その後一部メーカーがドーターボード上のCPUを直接換装する（もとのCPUを特殊な機械で除去し、新CPUをハンダ付けしなおす）ことでCPUアップグレードを実現した。日本でも一部のショップが取り扱った。
当時普及したデジタルビデオと本機の2基のFirewire端子、広いスクリーン、外部ディスプレイ端子、Appleの開発した映像編集ソフトFinal Cut ProやQuickTime技術の組み合わせにより、可搬式ながら高度な映像編集も可能になったため映像分野にも訴求力を持った。

## スペック一覧
| コンポーネント | PowerPC G3                             | PowerPC G3 | PowerPC G3                                                                                       | PowerPC G3                                                                         | PowerPC G3                                                                   |
| モデル         | Kanga 3500                             | Mainstreet Wallstreet                                                                                             | PDQ Late 1998                                                                                    | Bronze Lombard                                                                     | Pismo FireWire                                                               |
| -------------- | -------------------------------------- | --- | ------------------------------------------------------------------------------------------------ | ---------------------------------------------------------------------------------- | ---------------------------------------------------------------------------- |
| リリース日     | 1997年12月3日                          | 1998年5月6日 | 1998年9月1日                                                                                     | 1999年5月10日                                                                      | 2000年2月16日                                                                |
| 機種ID         | 313                                    | 312 | 312                                                                                              | PowerBook1,1                                                                       | PowerBook3,1                                                                 |
| ディスプレイ   | 12.1", 800×600 15ビットハイカラー      | 12.1", 800×600 トゥルーカラー                                                                                     | N/A                                                                                              | N/A                                                                                | N/A                                                                          |
| ディスプレイ   | N/A                                    | 13.3", 1024×768 トゥルーカラー                                                                                    | N/A                                                                                              | N/A                                                                                | N/A                                                                          |
| ディスプレイ   | N/A                                    | 14.1", 1024×768 トゥルーカラー                                                                                    | 14.1", 1024×768 トゥルーカラー                                                                   | 14.1", 1024×768 トゥルーカラー                                                     | 14.1", 1024×768 トゥルーカラー                                               |
| GPU            | Chips and Technology 65554             | ATI Rage LT | ATI Rage Pro LT                                                                                  | ATI Rage Pro LT                                                                    | ATI Rage Mobility 128                                                        |
| VRAM           | 2 MB SGRAM 搭載                        | 2/4 MB SGRAM (12", 13") 4 MB SGRAM (14")                                                                          | 4 MB SGRAM                                                                                       | 8 MB SDRAM                                                                         | 8 MB SDRAM                                                                   |
| HDD            | 5 GB                                   | 2 GB (12", 13"） 4 GB (13", 14"） 8 GB (14"）                                                                     | 2 GB (233 MHz） 4 GB (266 MHz） 8 GB (300 MHz）                                                  | 4 GB (333 MHz） 6 GB (400 MHz）                                                    | 6 GB または 10 GB (400 MHz） 12 GB または 20 GB (500 MHz）                   |
| HDD            | IDE                                    | ATA | ATA                                                                                              | ATA                                                                                | ATA                                                                          |
| CPU            | 250 MHz PowerPC 750 512KB L2キャッシュ | 233 MHz PowerPC 740 (12") 250 MHz PowerPC 750 1 MB L2キャッシュ (13") 292 MHz PowerPC 750 1 MB L2キャッシュ (14") | 250 MHz PowerPC 750 512KB L2キャッシュまたは266 MHzもしくは300 MHz PowerPC 750 1 MB L2キャッシュ | 333 MHz PowerPC 750 512KB L2キャッシュまたは 400 MHz PowerPC 750 1 MB L2キャッシュ | 400 MHzまたは500 MHz PowerPC 750 1 MB L2キャッシュ                           |
| メモリ         | 32 MB (32 MB ×1) 最大160 MB            | 32 MB (32 MB ×1) 最大512 MB (256 MB ×2)                                                                           | 32 MB (32 MB ×1) (233 MHz) 64 MB (32 MB ×2) (266, 300 MHz) 最大512 MB (256 MB ×2)                | 64 MB (32 MB ×2) 最大512 MB (256 MB ×2)                                            | 64 MB (32 MB ×2) (400MHz) 128 MB (64 MB ×2) (500 MHz) 最大1024 MB (512 MB×2) |
| メモリ         | EDO DRAM                               | PC100-SDRAM | PC100-SDRAM                                                                                      | PC100-SDRAM                                                                        | PC100-SDRAM                                                                  |
| FSB            | 50 MHz                                 | 66 MHz (12") 83 MHz (13", 14")                                                                                    | 66 MHz                                                                                           | 66 MHz                                                                             | 100 MHz                                                                      |
| 光学ドライブ   | CD-ROM 20倍速読込                      | CD-ROM 20倍速読込                                                                                                 | CD-ROM 20倍速読込 (233,266 MHz) DVD-ROM 1倍速読込 (300 MHz)                                      | CD-ROM 24倍速読込 (333 MHz) DVD-ROM 2倍速読込 (400 MHz)                            | DVD-ROM 6倍速読込                                                            |
| 光学ドライブ   | トレイローディング                     | |                                                                                                  |                                                                                    |                                                                              |
| 有線接続       | 10 BASE-T                              | 10 BASE-T | 10 BASE-T                                                                                        | 10 BASE-T                                                                          | 10/100 BASE-T                                                                |
| 有線接続       | 33.6k V.34                             | 56.6k V.90 | 56.6k V.90                                                                                       | 56.6k V.90                                                                         | 56.6k V.90                                                                   |
| AirMac         | N/A                                    | N/A | N/A                                                                                              | N/A                                                                                | 802.11b(オプション)                                                          |
| 初期導入OS     | 8.0                                    | 8.0 | 8.1                                                                                              | 8.6                                                                                | 9.0.2                                                                        |
| 最終サポートOS | 9.1 9.2.2 with OS9Helper               | 10.2.8 / 9.2.2 | 10.2.8 / 9.2.2                                                                                   | 10.3.9 / 9.2.2                                                                     | 10.4.11 / 9.2.2                                                              |
| 重さ           | 3.4 kg                                 | 3.3 kg (12") 3.4 kg (13") 3.5 kg (14")                                                                            | 3.5 kg                                                                                           | 2.7 kg                                                                             | 2.6 kg または 2.8 kg                                                         |
| サイズ         | 29.2 cm × 24.1 cm × 6.1 cm             | 32.3 cm × 26.4 cm × 5.1 cm                                                                                        | 32.3 cm × 26.4 cm × 5.1 cm                                                                       | 32.3 cm × 26.4 cm × 4.1 cm                                                         | 32.3 cm × 26.4 cm × 4.1 cm                                                   |

## 自主回収・無償交換
2001年に、PowerBook G3シリーズに付属するACアダプタのの一部で不具合が見つかり、Appleは自主回収・無償交換している。